# Photocorynus spiniceps
Photocorynus spiniceps är en fiskart som beskrevs av Regan 1925. Photocorynus spiniceps ingår i släktet Photocorynus och familjen Linophrynidae. Inga underarter finns listade i Catalogue of Life.